# Eublemma trilinea
Eublemma trilinea is een vlinder uit de familie van de spinneruilen (Erebidae). De wetenschappelijke naam van deze soort is voor het eerst voorgesteld door Joseph de Joannis in een publicatie uit 1909.
De soort komt voor in China (regio Shanghai).